# 서아티키현
서아티키현(Νομός Δυτικής Αττικής)은 그리스 아티키주의 현이다. 현 소재지는 엘레프시나이다. 이곳은 아테네 도시군의 서쪽 부분을 이루고 있다. 